# Cervasca
Cervasca (en piamontés Sërvasca, en occitano Sarvasca), es una comuna italiana ubicada en la provincia de Cuneo. Su población es de 4.532 habitantes. Se encuentra a 578 metros sobre el nivel del mar.
Entre los lugares de interés se pueden encontrar numerosas iglesias, entre ellas: Santa María del Carmen, San Estéfano, Santa María del Belvedere, Virgen de los Alpes y San Mauricio.
El alcalde es Tullio Ponso, elegido en junio de 2004.
La localidad está hermanada con Allos, una pequeña comuna ubicada en el sur de Francia.

## Evolución demográfica
| Gráfica de evolución demográfica de Cervasca entre 1861 y 2001 |
|                                                                |
| Fuente ISTAT - elaboración gráfica de Wikipedia                |

- Datos: Q19938
- Multimedia: Cervasca / Q19938

1. ↑  Worldpostalcodes.org, código postal n.º 12010.
2. ↑  «Codici Catastali». Comuni-italiani.it (en italiano). Consultado el 29 de abril de 2017.